# Unienville
Unienville é uma comuna francesa na região administrativa de Grande Leste, no departamento de Aube. Estende-se por uma área de 11,79 km². Em 2010 a comuna tinha 124 habitantes (densidade: 10,5 hab./km²).